# Lithiumwolframat
Lithiumwolframat ist eine anorganische chemische Verbindung des Lithiums aus der Gruppe der Wolframate.

## Gewinnung und Darstellung
Lithiumwolframat kann durch Reaktion von Wolfram(VI)-oxid mit siedender Lösung von Lithiumcarbonat gewonnen werden.

## Eigenschaften
Lithiumwolframat ist ein hygroskopischer farbloser Feststoff, der löslich in Wasser ist. Er kommt in mehreren Modifikationen vor und besitzt bei Raumtemperatur entweder eine Kristallstruktur vom Phenacittyp mit der Raumgruppe R3 (Raumgruppen-Nr. 148). oder eine tetragonale Kristallstruktur die einer verzerrten Spinellstruktur entspricht mit der Raumgruppe I41/amd (Nr. 141). Bei 40 kBar und 850 °C besitzt er eine monokline Kristallstruktur vom Wolframittyp mit der Raumgruppe C2/c (Nr. 15).

## Verwendung
Lithiumwolframat wird für die Herstellung von Keramiken mit extrem niedrigen Sintertemperaturen eingesetzt. Es dient auch als Katalysator für oxidative Kupplungsreaktionen. Weiterhin wird es zur Herstellung von hochdichten wässrigen Polywolframat (Metawolframat) Lösungen eingesetzt, die zur Trennung von Mineralen und anderen Feststoffen verwendet werden.